# وسيط نقل البيانات
تُمثل وثيقة طلب التعليقات 2638 (RFC 2638) من اللجنة الخاصة لنظام الإنترنت (IETF) وسيط نقل البيانات في إطار شبكة الخدمات المميزة. وفقًا لوثيقة طلب التعليقات 2638، يعد وسيط نقل البيانات وسيطًا يملك بعض المعلومات عن أولويات المنظمة وسياساتها ويُحدد مصادر جودة الخدمة (QoS) المتعلقة بتلك السياسات. ولكي يتم تحديد المصادر بصورة شاملة من البداية للنهاية عبر المجالات المنفصلة، سيتعين على وسيط نقل البيانات التواصل مع أقران الإنترنت المجاورين، مما يتيح توصيل الخدمات الشاملة ببساطة من خلال الاتفاقيات الـثنائية. ويُعَد التحكم في الدخول واحدًا من المهام الأساسية التي يؤديها وسيط نقل البيانات، من أجل تحديد مدى قبول طلب حجز الموارد الجديد أو عدمه. تَستخدِم أغلب وسائط نقل البيانات نماذج بسيطة للتحكم في الدخول، بالرغم من أن هناك أيضًا مقترحات لأنظمة تَحكُّم في الدخول أكثر تعقيدًا وفقًا لمقاييسَ عدة، مثل: نسبة القبول، واستخدام الشبكة، إلخ. ويعمل وسيط نقل البيانات بصفته نقطة تحديد السياسات (PDP) لتحديد ما إذا كان سيتم السماح بتدفق المرور أم رفضها، بينما تعمل المُسيّرات الطرفية بصفتها نقاط تنفيذ السياسات (PEPs) للتحكم في المرور (السماح للحِزَم المميزة، أو إسقاطها ببساطة).
تسمح الشبكات المميزة بوجود خدمتين للإرسال بعيدًا عن الإرسال الافتراضي؛ وهما: خدمة شبكة جهد أفضل الإرسال الثابت (AF) والإرسال العاجل  يقدم الإرسال الثابت خدمة تفوق خدمة جهد أفضل للمرور، ولكنه يماثل مرور شبكة جهد أفضل من حيث توقع حدوث الاندفاعات وتغير وقت الحزمة (PDV). ويتم إعطاء حزم الإرسال الثابت الموجودة خارج الملف أولوية أقل عن طريق تمييزها كالشبكة ذات أفضل جهد للمرور. أما الإرسال العاجل فيقدم خدمة السلك الافتراضي مع تشكيل حركة المرور لمنع اندفاع البيانات، والتحكم في الدخول بشكلٍ صارم (يتم إسقاط الحزم الخارجة عن الملف) وصفّ منفصل لمرور الإرسال العاجل في قلب المُسيّرات، والتي تحافظ على بقاء الصفوف صغيرة وتتجنب الحاجة إلى التحكم في العازل. وتكون خدمة الإرسال العاجل المقدمة قليلة الفقد، كما يستغرق وقت فترة أقل، ويكون تغير وقت الحزمة (PDV) أقل. ومن ثَم، وبالرغم من أن وسيط نقل البيانات يقوم بتحديد معدل نقل البيانات، فإنه في الحقيقة يحدد خدمات النقل (مثل: مصادر جودة الخدمة (QoS)).
يمكن إعداد وسائط نقل البيانات عن طريق سياسات تنظيمية، وتتبع التحديد الحالي للمرور المحدد، واستيعاب الطلبات الجديدة لتحديد المرور في ضوء السياسات والتحديد الحالي. وتحتاج وسائط نقل البيانات فقط لتكوين علاقات محدودة الثقة مع قرانات الإنترنت الخاصة بها في المجالات المجاورة، على عكس الخطط التي تتطلب ضبط تحديدات التدفق في المُسيّرات عبر مسار شامل من البداية إلى النهاية. من الناحية التقنية العملية، تتيح هندسة وسيط نقل البيانات إبقاء الحالة على أساس المجال الإداري، بدلاً من على كل مسيّر، كما تتيح هندسة شبكة الخدمات المميزة الاقتصار وفقًا لحالة التدفق أو المسيّرات.
لقد اتسع نطاق وسائط نقل البيانات ولم تعد مقصورةً على مجالات شبكة الخدمات المميزة فقط. وما دام يمكن توجيه آلية جودة الخدمة التحتية وفقًا لنظام شبكة الخدمات المميزة، يمكن لوسيط نقل البيانات فهمها والتواصل مع قرانات الإنترنت المجاورة لها، أي أنه يجب أن تكون 'لغة التواصل المشترك' لجودة الخدمة في الـإنترنت عبر شبكة الخدمات المميزة. ربما يكون هناك أكثر من وسيط واحد لنقل البيانات في مجالٍ ما، مع أنه في حالة وجود أكثر من واحد، تضع وثيقة طلب التعليقات 2638 تصورًا يوضح أن وسيطًا واحدًا فقط لنقل البيانات سوف يؤدي وظيفته بصفته الوسيط لمجال المستوى الأعلى.
- يتحكم في مصادر كل سحابة (وسيط نقل البيانات)
- تكون الحزم «ملونة» للإشارة إلى «وضع» الإرسال
- يركز على المجموعات وليس على التدفق الفردي
- يتم الضبط على محيط الشبكة للحصول على الخدمات
- يُستخدم مع تبديل متعدد البروتوكولات باستخدام المؤشرات التعريفية (MPLS) وهندسة المرور (TE)
- ضمانات «إجمالية» فقط لجودة الخدمة!
- يعتبر ضعيف المستوى بالنسبة للضمانات التي تُقدم للتطبيقات الشاملة

## كتابات أخرى
- RFC 2638: A Two-bit Differentiated Services Architecture for the Internet
- QBone Bandwidth Broker Architecture
- The Survey of Bandwidth Broker
- Internet Quality of Service
- Decoupling QoS Control from Core Routers: A Novel Bandwidth Broker Architecture for Scalable Support of Guaranteed Services
- An Adaptive Admission Control Algorithm for Bandwidth Brokers
- A Scalable and Robust Solution for Bandwidth Allocation
- Implementation of a Simple Bandwidth Broker for DiffServ Networks
- Providing End-to-End guaranteed Quality of Service over the Internet: A survey on Bandwidth Broker Architecture for Differentiated Services Network
- Research projects developing Bandwidth Broker architectures